# Climocella haurakiensis
Climocella haurakiensis är en snäckart som beskrevs av James Frederick Goulstone 1996. Climocella haurakiensis ingår i släktet Climocella och familjen Charopidae. Inga underarter finns listade i Catalogue of Life.